# آریانا گرانده در بی‌بی‌سی
آریانا گرانده در بی‌بی‌سی (به انگلیسی: Ariana Grande at the BBC) ویژه برنامه تلویزیونی بی‌بی‌سی است که آریانا گرانده در آن به ایفای نمایش می‌پردازد. گرانده در این ویژه برنامه یک ساعته سیزده ترانه اجرا کرد و با داوینا مک کال مصاحبه کرد. این برنامه در ۳۱ اوت ۲۰۱۸ اعلام شد، در ۶ سپتامبر ضبط شد و در ۱ نوامبر پخش شد.

## برنامه
گراند ترانه‌های زیر را با پشتیبانی یک ارکستر کاملاً زنانه اجرا کرد:
- «اشکی برای گریه کردن نمانده»
- «زن خطرناک»
- «نفس کشیدن»
- " Goodnight n Go "
- " REM "
- "فقط ۱"
- «خدا یه زنه»
- «Love Me Harder»
- " آخرین بار "

گراند همچنین در حین ضبط "بهتر از کار"، " پیت دیویدسون "، " زود خوب شوید " و بازخوانی " تغییر آنها " توسط تاندرکات را اجرا کرد، اما این اجراها در قسمت ویژه نمایش داده نشد. با این حال، یک نسخه ویرایش شده از برنامه که ترانه‌های حذف شده هنگام قطع مصاحبه‌ها در برنامه‌ها و سیستم عامل‌های تلویزیونی بین‌المللی نشان داده می‌شد.
در طول مصاحبه، گرانده و مک کال در مورد موضوعات مختلفی بحث کردند، از جمله بمب‌گذاری ۲۰۱۷ منچستر آرنا در مه ۲۰۱۷ در منچستر آرنا، آلبوم جدید او، شیرین‌کننده و همچنین سلامت روان خواننده.

## پخش و پذیرش
این ویژه برنامه در تاریخ ۱ نوامبر ۲۰۱۸ از بی‌بی‌سی وان پخش شد. طبق گزارش بی‌بی‌سی، حداقل یک میلیون و ۴۰۰ هزار نفر این برنامه را مشاهده کرده‌اند. آدام وایت از روزنامه تلگراف امتیاز ویژه را از هر پنج ستاره ارزیابی کرد و به این ویژه برنامه داد.
این ویژه برنامه که در خارج از انگلستان با نام اجرای زنده آریانا گرانده در لندن شناخته می‌شد، در ۱۹ دسامبر ۲۰۱۸ در فرانسه از کانال ان‌آرجی هیتس، یک کانال کابل موسیقی متعلق به گروه ان‌آرجی، در فرانسه نیز پخش شد. همچنین این برنامه در ایرلند در ۳۱ دسامبر ۲۰۱۸ از RTÉ۲، در نروژ در روز سال نو، ۱ ژانویه ۲۰۱۹ از NRK1، و در آلمان در ۳۱ دسامبر ۲۰۱۹ از 3sat پخش شد.
انیمیشن ویژه توسط لایوویر پیکچرز تولید شد و آنوک فونتین و گای فریمن به عنوان تهیه‌کننده اجرایی فعالیت کردند. این برنامه به سفارش جان یانگ هوزبند و شارلوت مور ساخته شده‌است.